# El Rafal Nuevo
El Rafal Nuevo (en catalán Es Rafal Nou) es un barrio de Palma de Mallorca, Baleares, España.
El barrio está delimitado por El Vivero, El Rafal Viejo y Estadio Balear.
Contaba, a 2018, con una población de 6.990 habitantes.